# Calliano
Calliano – miejscowość i gmina we Włoszech, w regionie Piemont, w prowincji Asti.
Według danych na styczeń 2009 gminę zamieszkiwało 1411 osób przy gęstości zaludnienia 80,9 os./1 km².